# ASカローム・スター
アソシアシヨン・スポルティーヴ・カローム（Association Sportive Kaloum）は、ギニアのコナクリをホームタウンとするサッカークラブである。

## 歴史
クラブは1970年代初めまでコナクリIと呼ばれており、このクラブ名で1965年と1969年、1970年にリーグ優勝した。2007年までにリーグ優勝12回、カップ優勝6回を記録した。2007-08シーズンはスポンサー問題でリーグ戦最初の2試合を拒否したため、罰金やリーグ戦からの除外処分を受け、2部のリーグ・ドゥに降格した。
2013-14シーズンに2007年以来となる通算13回目のリーグ優勝を果たした。
2015年、ギニアカップ決勝でリーグ優勝のオロヤACを破って優勝した。同年のギニアスーパーカップでもオロヤACにPK戦5-4で勝利した。

## 獲得タイトル
- リーグ・アン：13回
  - 1965, 1969, 1970, 1980, 1981, 1984, 1987, 1993, 1995, 1996, 1998, 2007, 2014
- クープ・ナシオナル：7回
  - 1985, 1997, 1998, 2001, 2005, 2007, 2015
- スーペルクープ・ドゥ・ギニア：1回
  - 2015